# Nuša Derenda
Nuša Derenda, slovenska pevka zabavne glasbe, * 30. marec 1969, Brežice.

## Kariera
Nuša je že zgodaj začela s prepevanjem, pela je v zborih, nastopala kot solistka na prireditvah, obiskovala glasbeno šolo in se učila igrati harmoniko. Ob koncu osnovne šole se je pridružila skupini mladih glasbenikov in to so bili njeni prvi koraki v svet "zabavljaštva". Obiskovala je tudi krajši pevski tečaj pri Nadi Žgur, ki ji je pomagala izpiliti pevsko tehniko. V srednji šoli je spoznala svojega bodočega soproga Frenka Derenda. Glasbena skupina, v kateri je igral, je ravno iskala pevko in izbrana je bila Nuša, ki se je tako resneje podala na pot pridobivanja novih glasbenih izkušenj. Čeprav se je usmerila v poklic in že delala kot pripravnica v vrtcu, hkrati pa obiskovala tudi študij ob delu na višji vzgojiteljski šoli, so jo petje v skupini in potovanja po Evropi vlekla vedno globlje v glasbo. Leta 1990 se je omenjena zasedba razšla, ustanovljena pa je bila nova glasbena skupina Karavans, s katero so zaživeli in pričeli s profesionalnimi nastopi v Sloveniji, Nemčiji, Švici in ZDA. Njihovo ustvarjanje je trajalo sedem let, ki so bila, kot sama pravi, lepa ter nepozabna, a tudi zelo naporna, saj so imeli od 150 do 180 nastopov letno.
Po poroki (1995) in rojstvu dveh sinov se je odločila za samostojno kariero v Sloveniji. Njen prvi odmevnejši nastop se je zgodil leta 1999 na Slovenski popevki; skladba "Vzemi me veter", ki jo je zanjo napisala njena prijateljica Majda Arh, je po mnenju strokovne žirije zmagala, ona pa je prejela tudi nagrado za najboljšo izvedbo. Opazila sta jo avtorja Matjaž Vlašič in Urša Vlašič, ki sta ustvarila njen prepoznaven zvok in napisala večino njenih uspešnic. Sledilo je prelomno leto 2000: nastale so uspešnice "Čez dvajset let", "Ne kliči me", "Boginja" in "Ni mi žal", zgodili so se trije odmevni festivalski nastopi, in sicer na Melodijah morja in sonca (Ne kliči me − 2. mesto), na Slovenski popevki (Čez 20 let − nagrada za najboljšega izvajalca; 3. mesto) in Hit festivalu (Ni mi žal − 1. mesto). Konec leta je izšel njen najbolje prodajan album Ni mi žal, ki se je še pred uradno predstavitvijo prodal že v 6.500 izvodih in tako dosegel zlato naklado.
Leta 2001 je zastopala Slovenijo na Pesmi Evrovizije. Skladba "Energy" je požela veliko navdušenje, stavnice pa so prvič napovedovale zmago slovenski pesmi. Nastopila je v dvorani Parken Stadium na Danskem (Kobenhaven) pred 35-tisočglavo množico. Po glasovanju je zasedla 7. mesto izmed 26 držav, kar je še danes, skupaj s "Prisluhni mi" Darje Švajger, najboljša slovenska uvrstitev na Evrosongu in velja za vrhunec njene kariere.
Istega leta je prejela viktorja popularnosti na področju glasbe, ki ga podeljuje revija Stop, dobitnika pa izglasujejo bralci. V svojo zbirko priznanj je dodala še zlatega petelina za pesem "Ni mi žal". Po zaslugi uspešnega nastopa na Evrosongu je gostovala še v romunskem Brașovu na mednarodnem pop festivalu Golden Stag, kjer je dobila posebno nagrado ministrstva za kulturo za najboljšo interpretacijo. Ustavila se je tudi v Nemčiji na Eurosong fan club partyju v Kölnu in imela samostojen koncert, konec leta pa je bila povabljena na Hrvaško na Zadarfest. Uspešno leto se je zaključilo z nominacijo za laskavi naslov Slovenka leta 2001.
Leto 2002 je zaznamovala zmaga na Slovenski popevki (po izboru gledalcev) s pesmijo "Pesek v oči", v začetku meseca decembra pa je izšla že njena tretja samostojna plošča z naslovom Na štiri oči. V letu 2003 se je s skladbo "V ogenj zdaj obleci me" ponovno udeležila HIT festivala, na katerem je že drugič zmagala. Aprila 2004 je izdala album Največje uspešnice, na katerem se nahaja 20 njenih najbolj priljubljenih pesmi. Zanj je prejela srebrno plaketo ZKP RTV SLO. Septembra tega leta se je udeležila 3. mediteranskega festivala Megahit v Turčiji in zasedla 3. mesto s skladbo "Devil". Leta 2005 je prekinila uspešno sodelovanje z avtorjema Matjažem in Uršo Vlašič iz javnosti neznanih razlogov. Njuna tedaj zadnja zanjo napisana uspešnica je bila skladba "Noe, Noe" (EMA 2005).
Po številnih uspešnicah in zmagah na vseh pomembnih slovenskih festivalih si je Derenda postavila nove izzive. Leta 2006 je izvedla dva razprodana samostojna koncerta v Cankarjevem domu, na katerih je nastopila skupaj s Simfoničnim orkestrom in Big Bandom RTV SLO, dirigentom Patrikom Greblom ter gostoma Ditko Haberl in Johnnyjem Loganom. Leta 2007 je po krajšem premoru od snemanja novih skladb izdala balado "Luč", ki jo je zanjo napisal Omar Naber. Leta 2008 je ob podpori avtorja in producenta Raaya ter založbe Menart izdala nov album Prestiž; odmevnejše skladbe s tega albuma so bile "Danes vračam se", "Modro morje", "Luč" in "To je ljubezen". Leta 2008 je ponovno napolnila Cankarjev dom s svojim že drugim velikim samostojnim koncertom To je ljubezen, tokrat z gosti Eldo Viler, Janezom Lotričem in Tonyjem Cetinskim. Sledilo je nekaj uspešnih sodelovanj s slovenskimi in tujimi glasbeniki, kot so Slapovi (Ko mi rečeš, da me ljubiš, 2008), Omar Naber (Duša moje duše, 2010), Željko Krušlin Kruška (Smotala si me, 2011) in drugi.
Leta 2011 je ob desetletnici skladbe "Energy" s posebnim evrovizijskim koncertom Neustavljiva energija že četrtič napolnila Cankarjev dom; gosti so bili Darja Švajger, Maja Keuc in skupina Pepel in kri. Leta 2012 je ponovno združila moči z Vlašičema in se vrnila na slovenske festivalske odre: julija je zmagala na Melodijah morja in sonca s skladbo "Za stare čase", septembra pa na Slovenski popevki s skladbo "Naj nama sodi le nebo", ki jo je zapela v duetu z Markom Vozljem. Leta 2013 je izdala nov album Za stare čase s skladbami, pod veliko večino katerih sta se ponovno podpisala zakonca Vlašič. Leta 2013 je ob petnajstletnici svoje samostojne kariere napolnila še Križanke, tokrat z gosti Omarjem Naberjem, Tomažem Vozljem, Darjo Švajger, Alenko Godec in Piko Božič. Leta 2014 je postala stalni del festivala Brežice, moje mesto, na katerem vsako leto priredi svoj koncert Nušin večer. Leta 2018 je ob dvajsetletnici svoje kariere izvedla že četrti samostojni koncert v Cankarjevem domu, ki je potekal pod naslovom Čez dvajset let. Na njem je zapela tudi s sinom Matevžem.
V zadnjih letih je nanizala še nekaj uspešnic, kot so "Naj mi dež napolni dlan", "Sto in ena", "Pokliči kdaj" s Tilnom Lotričem in božična "Beli oblaki, bele snežinke" s Poskočnimi, ki je v dobrem mesecu po premieri presegla pol milijona ogledov na YouTubu. Vse več se pojavlja tudi v gledališču (muzikali): v letih 2017−19 je igrala teto Ano v muzikalu Vesna.
Derenda je kot samostojna pevka šestkrat napolnila Cankarjev dom (2006 – dvakrat, 2008, 2011, 2018 in 2023) in enkrat Križanke (2013), trikrat je zmagala na Slovenski popevki (1999: Vzemi me veter, 2002: Pesek v oči, 2012: Naj nama sodi le nebo), dvakrat na Hit festivalu (2000: Ni mi žal, 2003: V ogenj zdaj obleci me), enkrat na Melodijah morja in sonca (2012: Za stare čase) in enkrat na Emi (2001: Ne, ni res / Energy).

## Diskografija
| Leto | Album              | Skladbe |
| ---- | ------------------ | --- |
| 1999 | Vzemi me, veter    | Vzemi me veter (Majda Arh - Majda Arh - Matija Oražem); Če boš moj (Matija Oražem - Damjana Kenda Hussu - Matija Oražem); Preveč zaljubljena (Matija Oražem - Damjana Kenda Hussu - Matija Oražem); Poletna noč (Mojmir Sepe - Elza Budau - Matija Oražem); Sonce, prinesi mi (Matija Oražem - Damjana Kenda Hussu - Matija Oražem); To niso sanje (Matija Oražem - Damjana Kenda Hussu - Matija Oražem); Nekaj lepega je v meni (Matija Oražem - Damjana Hussu Kenda - Matija Oražem); Tega ne zdržim (Matija Oražem - Janko Smisl - Matija Oražem); O, ne govori (Matija Oražem - Damjana Hussu Kenda - Matija Oražem); Ko pogledaš me (Matija Oražem - Damjana Hussu Kenda - Matija Oražem); Ti še ne veš (Matija Oražem - Damjana Hussu Kenda - Matija Oražem); Poletna noč (remix) |
| 2000 | Ni mi žal          | Ni mi žal; Ne kliči me; Čez dvajset let; Boginja; Zaupaj mi; Peš okrog sveta; Kamor me vodi srce; Dan po tebi mi diši; Gdje Dunav ljubi nebo; Still I wait for you |
| 2001 | Energy             | Energy (angleška verzija); Ne, ni res (slovenska verzija); Ne, ni res (plejbek); Still I Wait For You; Energy (video) |
| 2001 | Festivali          | - Roko na srce (M. Vlašič - U. Vlašič) - Ako moj je grijeh (M. Vlašič) - Gabriel (M. Vlašič) - You're History (M. Vlašič - L. Lonchina - M. Vlašič, B. Grabnar) - Tell Me (C. Fugaru - M. Fugaru - B. Grabnar, M. Vlašič) - Amazing Grace (ljudska - B. Grabnar) - Energy (remix) (M. Vlašič - U. Vlašič, L. Lonchina - B. Grabnar, M. Vlašič) |
| 2002 | Na štiri oči       | Na štiri oči; Kot da je prvič; Lepo mi je; Zdaj verjamem; Poljub v slovo; Romeo in Julija; Pesek v oči; Eurosong (mix); Nisem kot ti; Roko na srce; Ne izgubljaj časa z mano; Ne, ni res; Cuando calienta el sol |
| 2004 | Največje uspešnice | V ogenj zdaj obleci me; Ne, ni res; Čez dvajset let; Ne kliči me; Vzemi me veter; Prvič in zadnjič; Ni mi žal; Pesek v oči; Preveč zaljubljena; Kamor me vodi srce; Romeo in Julija; Boginja; Na štiri oči; Peš okrog sveta; Nekaj lepega je v meni; Moja soseska; Poljub v slovo (Aleš Klinar/Anja Rupel/Aleš Čadež, Aleš Klinar); V sanjah (Primož Peterca/Primož Peterca/Rok Golob); Kot da je prvič; Zdaj verjamem |
| 2004 | Devil              | Devil, Open Up Your Heart, Energy, Gabriel, You're History |
| 2005 | Moj svet           | - Noe, Noe (Matjaž Vlašič - Urša Vlašič - Matjaž Vlašič, Boštjan Grabnar) - Reci (Matjaž Vlašič - Urša Vlašič - Matjaž Vlašič, Boštjan Grabnar) - Glas harmonike (Lojze Slak - Fani Požek - Boštjan Grabnar) - Počakaj me z jutrom (Marko Pezdirc - Toni Gašperič - Marko Pezdirc, Dušan Šuštar) (duet z Markom Pezdircem in Zlatimi muzikanti) - Najin svet (Oto Pestner - Dare Hering - Jani Hace) (duet z Otom Pestnerjem) - Sreča na vrvici (Dečo Žgur - Svetlana Makarovič - Boštjan Grabnar) - Disco hit mix (Ni mi žal, V meni je moč, Ni me strah, V ogenj zdaj obleci me) (Matjaž Vlašič, Aleš Klinar - Urša Vlašič, Anja Rupel, Alenka Godec - Aleš Klinar, Franci Zabukovec) (duet z Alenko Godec) - Ljubav koja boli (Matjaž Vlašič - Robert Pilepić - Matjaž Vlašič, Boštjan Grabnar) - Energy (remix) (Matjaž Vlašič - Lucienne Lonchina - Matjaž Vlašič, Boštjan Grabnar) - Devil (Matjaž Vlašič - Lucienne Lonchina - Matjaž Vlašič, Boštjan Grabnar) - Amazing Grace (tradicionalna - tradicionalna - Boštjan Grabnar) - I'm Not for You (Aleš Klinar - Aleš Klinar, Anja Rupel - Aleš Klinar, Aleš Čadež) (z Alenko Godec, s Piko Božič in z Anjo Rupel) - Noe, Noe (Matjaž Vlašič - Lucienne Lonchina - Matjaž Vlašič, Boštjan Grabnar) - Nuša mega mix karaoke (Ne kliči me; Ne, ni res; Boginja; Pesek v oči; Prvič in zadnjič) (Matjaž Vlašič - Urša Vlašič - Matjaž Vlašič, Boštjan Grabnar) |
| 2005 | Nuša za otroke     | Škrati nagajivčki; Bend; Duhec - Smrduhec; Album; Nova soseda; Miha Kašljakiha; Pobegli zmaj; Naša Maša; Prazen strah; Sončna očala; Mali bratec; Ko zaspimo |
| 2008 | Prestiž            | Danes vračam se (Raay/Vera Landa/Bor Zuljan, Raay); Modro morje (Raay/Simon Meglič/Raay); To je ljubezen; Začaraj me (Raay/Rok Terkaj/Raay); Brez strahu (Raay - Vera Landa - Raay); Prestiž (Raay/Marjetka Vovk, Mateja Marčič/Raay); Še v sebi skrivam (Raay/Raay, Vera Landa/Bor Zuljan, Raay); Noe, Noe; Luč; Ema hit (megamix); Modro morje (DJ Time by DNE - remix); To je ljubezen (DJ Time by DNE - remix); Prestiž (long lisca edit) |
| 2013 | Za stare čase      | Za stare čase (Matjaž Vlašič - Urša Vlašič - Raay); Naj nama sodi le nebo (Matjaž Vlašič - Marko Vozelj - Peter Grašič) (z Markom Vozljem); Za nobeno ceno (Matjaž Vlašič - Urša Vlašič - Matjaž Vlašič, Boštjan Grabnar); Ona ve (Borut Antončič - Sašo Pipič - Borut Antončič); Duša moje duše (Miro Buljan - Mea Valens - Miro Buljan) (z Omarjem Naberjem); Kakor ptica, kakor pesem (Miro Buljan - Mea Valens - Miro Buljan); Sanjajva (Neisha - Neisha - Neisha, Dejan Radičevič); Nepremagljivi (Andrej Pompe - Suzana Jeklic - Klemen Kotar) (s Pando); Edina (Jan Plestenjak - Jan Plestenjak - Jan Plestenjak); V dobrem in v zlu (Martin Štibernik - Gregor Štibernik - Martin Štibernik); Zavrtel si me (Smotala si me) (Kruška - Kruška, Damjana Kenda Hussu - Tomislav Modrić) (z Latino); Za Slovenijo živim (Miran Juvan - Igor Pirkovič - Miran Juvan); Svako ima nekog (koga više nema) (Bane Krstić - Bane Krstić - Srebrna Krila) (s Srebrnimi krili) |

#### Kompilacije
- POP MMS 2000
- Hitologija 1 (2001)
- Vroče uspešnice 2002
- EMA 2003
- Orion (2004)
- Nuša Derenda, Alenka Godec, Darja Švajger (2003, 2005)
- EMA 10
- 32. Melodije morja in sonca (2012)
- Zlati jubilej Slovenske popevke − 50 let − 50 popevk (2012)
- Slovenska popevka 2012
- Panda: Šepetanja (2012)
- Slovenska popevka 2013
- Glenn Miller revival (2013) − z Big bandom RTV Slovenije
- 34. Melodije morja in sonca (2014)

## Nastopi na glasbenih festivalih

### Festival narečnih popevk
- 1992: Naša oma je najboljša (Boris Rošker – Vinko Šimek – Boris Rošker) − s skupino Karavans
- 1993: Plejši (Boris Rošker – Vinko Šimek – Edvard Holnthaner) − s skupino Karavans

### EMA
- 1999: Nekaj lepega je v meni (Matija Oražem - Damjana Hussu Kenda - Matija Oražem) – 9. mesto
- 2001: Ne, ni res (Matjaž Vlašič - Urša Vlašič - Matjaž Vlašič, Boštjan Grabnar) – 1. mesto
- 2003: Prvič in zadnjič (Matjaž Vlašič - Urša Vlašič - Matjaž Vlašič, Boštjan Grabnar) – 2. mesto
- 2005: Noe, Noe (Matjaž Vlašič - Urša Vlašič - Matjaž Vlašič, Boštjan Grabnar) – 4. mesto
- 2010: Sanjajva (Neisha - Neisha - Neisha, Dejan Radičević) – 9. mesto
- 2016: Tip Top (Andraž Gliha, Žiga Pirnat - Žiga Pirnat - Žiga Pirnat)

Prvotno bi morala nastopiti tudi leta 1998 s pesmijo Usliši me nebo (Matija Oražem - Damjana Hussu Kenda - Matija Oražem), a je morala zaradi nosečnosti nastop odpovedati.

### Melodije morja in sonca
- 1998: Preveč zaljubljena (Matija Oražem/Damjana Hussu Kenda/Tomaž Borsan)
- 1999: Boginja (Matjaž Vlašič/Urša Vlašič/Matjaž Vlašič, Boštjan Grabnar) – 2. mesto
- 2000: Ne kliči me (Matjaž Vlašič/Urša Vlašič/Matjaž Vlašič, Boštjan Grabnar) – 2. mesto
- 2012: Za stare čase (Matjaž Vlašič/Urša Vlašič/Raay) – 1. mesto (33 točk)
- 2014: Blues in vino (Marino Legovič/Igor Pirkovič/Marino Legovič) – 2. mesto (26 točk)
- 2022: Valček (Raay/Marjetka Vovk/Raay Music) - 2. mesto (34 točk)

### Slovenska popevka
- 1999: Vzemi me, veter (Majda Arh - Majda Arh - Matija Oražem) – nagrada strokovne žirije za najboljšo skladbo v celoti, nagrada za najboljšo izvedbo; 12. mesto (televoting)
- 2000: Čez dvajset let (Matjaž Vlašič - Urša Vlašič - Matjaž Vlašič, Boštjan Grabnar) – nagrada za najboljšega izvajalca; 3. mesto (televoting)
- 2002: Pesek v oči (Matjaž Vlašič - Urša Vlašič - Alan Bjelinski) – nagrada občinstva za najboljšo skladbo v celoti (1. mesto na televotingu)
- 2012: Naj nama sodi le nebo (Matjaž Vlašič - Marko Vozelj - Primož Grašič) (z Markom Vozljem) – velika nagrada občinstva (1. mesto na televotingu)
- 2014: Noč čudežna (Patrik Greblo - Lara Love - Patrik Greblo) – 4. mesto (televoting)[j]
- 2016: Grafit (Andraž Gliha, Žiga Pirnat - Žiga Pirnat - Žiga Pirnat) − 2. mesto (televoting)

### Hit festival
- 2000: Ni mi žal (M. & U. Vlašič) – 1. mesto, nagrada za najboljšo izvedbo
- 2003: V ogenj zdaj obleci me (M. & U. Vlašič) – 1. mesto

### Mednarodni festival na Malti
- Mednarodni festival na Malti 2000: Dan po tebi mi diši (M. Debono/U. Vlašič/B. Grabnar, M. Vlašič) - 2. mesto

### Pesem Evrovizije
- 2001: Energy (Matjaž Vlašič - Urša Vlašič, Lucienne Lončina - Matjaž Vlašič, Boštjan Grabnar) − 7. mesto (70 točk)

| Točke | Država                             |
| ----- | ---------------------------------- |
| 12    | —                                  |
| 10    | Bosna in Hercegovina               |
| 8     | Hrvaška                            |
| 7     | Švedska                            |
| 6     | Norveška, Islandija, Poljska       |
| 5     | Estonija                           |
| 4     | Nizozemska, Rusija, Litva, Nemčija |
| 3     | —                                  |
| 2     | Španija, Irska                     |
| 1     | Izrael, Francija                   |

### Ostali
Golden stag
- 2001: Tell Me (Cornel Fugaru - Mirela Fugaru - Matjaž Vlašič, Boštjan Grabnar) – posebna nagrada ministrstva za kulturo za najboljšo interpretacijo

Zadarfest
- 2001: Ako moj je grijeh (Matjaž Vlašič - Robert Pilepić - Matjaž Vlašič, Boštjan Grabnar)[k] − 2. mesto po mnenju strokovne žirije, nagrada za najboljše besedilo
- 2002: Iluzija (Matjaž Vlašič - Robert Pilepić - Matjaž Vlašič, Boštjan Grabnar)[l]
- 2003: Ljubav koja boli (Matjaž Vlašič - Robert Pilepić - Boštjan Grabnar)

Izbor pesmi Mediterana (Megahit)
- 2004: Devil (Matjaž Vlašič - Lucienne Lončina - Matjaž Vlašič, Boštjan Grabnar) – 3. mesto (91 točk)

MEF
- 2010: Kada zvijezda padne z neba (M. Buljan - S. Buljan - M. Buljan) − nagrada strokovne žirije za najboljše besedilo, 3. mesto po glasovanju preko spleta

Sunčane skale
- 2012: Ja u sebe vjerujem (Matjaž Vlašič - Robert Pilepić - Matjaž Vlašič, Boštjan Grabnar) – 13. mesto (36 točk)

| Točke | Država                               |
| ----- | ------------------------------------ |
| 12    | —                                    |
| 10    | Hrvaška                              |
| 8     | Bosna in Hercegovina                 |
| 7     | Nemčija                              |
| 6     | —                                    |
| 5     | Avstrija                             |
| 4     | —                                    |
| 3     | —                                    |
| 2     | Norveška, Srbija                     |
| 1     | Združene države Amerike, Azerbajdžan |

## Videospoti in ostali radijski singli (nefestivalski)
Videospoti
- Če boš moj
- 1999: Boginja
- 2000: Čez dvajset let
- 2000: Ni mi žal
- 2001: Ne, ni res / Energy
- 2003: V ogenj zdaj obleci me
- 2008: Danes vračam se
- 2013: Kakor ptica, kakor pesem
- 2015: En svet – kot del Slove'n'aida
- 2015: Mi smo s teboj – kot del Fogl banda
- 2016: Tip Top
- 2016: Beat in ti − Sašo Gačnik - Svarogov & Nuša Derenda
- 2016: One World − kot del Slove'n'aida
- 2016: Ne kliči me − Sekstakord feat. Nuša Derenda
- 2017: Naj mi dež napolni dlan
- 2018: Usojena − naslovna skladba Gorskih sanj
- 2019: Kadarkoli
- 2019: Sto in ena
- 2019: Pokliči kdaj – s Tilnom Lotričem
- 2019: Beli oblaki, bele snežinke – Poskočni & Nuša Derenda

Ostali radijski singli (nefestivalski)
- Na štiri oči
- Moja soseska
- 2004: Ko mi rečeš, da me ljubiš − s Slapovi (izšla na njihovem albumu Pop iz 2004)[2]
- 2006: To je ljubezen / To je ljubezen (DeeJay Time By DNE Rmx)[3][4][5]
- 2005, 2006: Luč (Omar Naber/Miša Čermak/Franci Zabukovec, Miha Gorše, Omar Naber, Patrik Greblo)
- 2007: Modro morje[5]
- 2007: Prestiž[6]
- 2008: Brez strahu[7]
- 2009: Začaraj me[8]
- 2010: Edina[9]
- 2010: Duša moje duše – z Omarjem Naberjem[10]
- 2011: Zavrtel si me (Smotala si me) – feat. Latino (Željko Krušlin Kruška)

## Nagrade
Zlati petelin
- 2000: Debitant (Bila je nominirana, a ni bila prejemnica nagrade.)
- 2001
  - Skladba leta: Ni mi žal
  - Album leta: Ni mi žal (Bila je nominirana, a ni bila prejemnica nagrade.)
  - Izvajalec leta (Bila je nominirana, a ni bila prejemnica nagrade.)

Viktor
- 2000: Popularnost − glasba

Slovenka leta
- 2001 (Bila je nominirana, a ni bila prejemnica nagrade.)

Gongi popularnosti
- 2013: Pevec/pevka (Bila je nominirana, a ni bila prejemnica nagrade.)

Ljudje odprtih rok
- 2015: Darovalka leta 2015

## Samostojni koncerti (2001–danes)
- Evrosong fan club party (2001, Nemčija)
- Gala koncert (2006, Cankarjev dom; gosta: Johnny Logan in Ditka Haberl) – 2 koncerta

| Gala koncert − seznam skladb |
| --- |
| - Nekaj lepega je v meni - Vzemi me, veter - Boginja - Ne kliči me - Ne, ni res/Energy - Prvič in zadnjič - V ogenj zdaj obleci me - All That Jazz - Cabaret - Ne partez pas sans moi - Vzameš me v roke - Mlade oči (gostja: Ditka Haberl) - Samo nasmeh je bolj grenak (gostja: Ditka Haberl) - Nad mestom se dani (gostja: Ditka Haberl) - What's Another Year (gost: Johnny Logan) - Hold Me Now (gost: Johnny Logan) - Beauty and the Beast (gost: Johnny Logan) - Everytime You Touch Me (gost: Johnny Logan) |

- To je ljubezen (2008, Cankarjev dom; gostje: Elda Viler, Janez Lotrič in Tony Cetinski)

| To je ljubezen – seznam skladb |
| --- |
| - To je ljubezen - Brez strahu - Pesek v oči - Čez dvajset let - Nora misel (Nuša Derenda in Elda Viler) - Potpuri uspešnic (S teboj; Na deževen dan; Zlati prah imaš v očeh; Vzameš me v roke; Včeraj, danes, jutri) (Elda Viler) - Falling in Love Again - I Wanna Be Loved by You - Ne čakaj na maj - Over the Rainbow - My Heart Will Go On - Potpuri (Mamma Mia) (I Have a Dream; Mamma Mia; SOS; Knowing Me, Knowing You; The Winner Takes It All; Dancing Queen) - Nessun dorma (Janez Lotrič) - I Hate You Then I Love You (Nuša Derenda in Janez Lotrič) - Nek' te zagrli netko sretniji (Nuša Derenda in Tony Cetinski) - Torna a Surriento (Tony Cetinski) - Nekaj lepega je v meni - Ne, ni res; Prvič in zadnjič; Noe, Noe - All by Myself - Flashdance... What a Feeling - Ni mi žal - Boginja - Ne kliči me |

- Neustavljiva energija (2011, Cankarjev dom)

| Neustavljiva energija − seznam skladb |
| --- |
| - Brez besed - Ne prižigaj luči v temi - Apres toi - Pridi, dala ti bom cvet - Prisluhni mi (gostja: Darja Švajger) - Ne partez pas sans moi - Ein bißchen frieden - Love isn't love - Waterloo - Vse rože sveta - Hold me now - Love shine a light - Rock me baby - Neka mi ne svane - Take Me To Your Heaven - Every way that i can - Samo ljubezen (gostji: Darja Švajger in Maja Keuc) - No one (gostja: Maja Keuc) - Diva - My number one - Hajde da ludujemo - Molitva - Prvič in zadnjič - Noe, Noe - Ne, ni res / Energy - Dan ljubezni (gostje: Darja Švajger, Pepel in kri, Maja Keuc, Lucienne Lončina, Urša Vlašič ...) |

- 15 let energije (2013, Križanke)

| 15 let energije − seznam skladb |
| --- |
| * V ogenj zdaj obleci me - Noe, Noe - Danes vračam se - Na štiri oči - Naj nama sodi le nebo (gost: Marko Vozelj) - Zdaj verjamem - Kot da je prvič (gost: Frenk Derenda) - Za stare čase - Vzemi me veter - Boginja - Duša moje duše (gost: Omar Naber) - Prvič in zadnjič - Romeo in Julija - Ni mi žal - Edina - Kakor ptica, kakor pesem - Pesek v oči - Ljubav koja boli - Svako ima nekog koga više nema (gost: Vlado Kalamber) - Modro morje - To je ljubezen - Ne kliči me - Smotala si me (gost: Željko Krušlin) - I'm not for you (gostje: Alenka Godec, Anja Rupel in Pika Božič) - Energy - Ko mi rečeš, da me ljubiš (gost: Matevž Derenda) - Čez dvajset let - I will always love you |

- Čez 20 let (2018, Cankarjev dom)

| Čez 20 let − seznam skladb |
| --- |
| * Naj mi dež napolni dlan - Na štiri oči - Ni mi žal - Moja soseska - Kakor ptica, kakor pesem - The Greatest Love of All - Unforgettable - Pesek v oči - Poletna noč - Cabaret - Sanjam o domovini - Kot da je prvič - Usojena - Boginja - Ne kliči me - Vzemi me, veter - Čez dvajset let - Tip Top - Nekaj lepega je v meni - Prvič in zadnjič - Noe, Noe - Sanjajva - Ne, ni res - I Will Always Love You - Zato sem noro te ljubila |

- Veliki koncert ob 25. obletnici kariere s Simfoničnim orkestrom RTV Slovenija in z gosti (2023, Cankarjev dom)

| Veliki koncert ob 25. obletnici kariere s Simfoničnim orkestrom RTV Slovenija in z gosti − seznam skladb |
| --- |
| * Tip Top - Kot da je prvič - Zdaj verjamem - Boginja - Ne kliči me (Nuša Derenda in Nuška Drašček) - Curtain Up - Vzemi me, veter - Na štiri oči - V ogenj zdaj obleci me - Naj nama sodi le nebo (Nuša Derenda in Marko Vozelj) - When You Tell Me That You Love Me (Nuša Derenda in Booom!) - Pesek v oči - Noe, Noe - Zaljubljena (Nuša Derenda in Isaac Palma) - Jesen - Valček - Ni mi žal - Naj mi dež napolni dlan - Vse manj je dobrih gostiln (Andrej Šifrer) - Za prijatelje (Nuša Derenda in Andrej Šifrer) - To je ljubezen - Čez dvajset let - Prvič in zadnjič - Ne, ni res/Energy - Mlade oči |

## Glasbene lestvice v Sloveniji
Najbolj predvajani izvajalci (IPF)
- 2008: 6. mesto
- 2009: 9. mesto
- 2010: 23. mesto
- 2012: 35. mesto
- 2013: 22. mesto
- 2014: 35. mesto

Najbolj predvajane skladbe (SAZAS)
- 1999: Nekaj lepega je v meni − 6. mesto
- 2000: Nekaj lepega je v meni − 20. mesto
- 2001: Ne, ni res − 17. mesto
- 2003
  - Na štiri oči − 26. mesto
  - Prvič in zadnjič − 45. mesto
  - Pesek v oči − 48. mesto
- 2004: V ogenj zdaj obleci me − 6. mesto
- 2005: Noe, Noe − 29. mesto
- 2007
  - Pesek v oči − 187. mesto
  - Modro morje − 228. mesto
  - Moja soseska − +300. mesto
  - Na štiri oči − +300. mesto
  - To je ljubezen − +300. mesto
- 2008
  - Danes vračam se − 18. mesto
  - Prestiž − 46. mesto
  - Modro morje − 111. mesto
  - To je ljubezen − 173. mesto
  - Ne, ni res − 278. mesto
  - V ogenj zdaj obleci me − 288. mesto
  - Čez dvajset let − 366. mesto
  - Brez strahu − 410. mesto
  - Prvič in zadnjič − 458. mesto
- 2009
  - Ne, ni res − 259. mesto
  - Brez strahu − 299. mesto
  - Pesek v oči − 367. mesto
- 2010
  - Edina − 141. mesto
  - Ne, ni res − 202. mesto
  - Pesek v oči − 228. mesto
  - Čez dvajset let − 296. mesto
- 2011
  - Ne, ni res − 208. mesto
  - V ogenj zdaj obleci me − 210. mesto
  - Duša moje duše (z Omarjem Naberjem) − 351. mesto
  - Ne kliči me − 414. mesto
- 2012: Edina − 423. mesto

SloTop50
| Pesem                                               | SloTop50 !! Leto |      |
| --------------------------------------------------- | ---------------- | ---- |
| To je ljubezen                                      | 40.              | 2019 |
| Beli oblaki, bele snežinke (s Poskočnimi muzikanti) | 9.               | 2019 |

## Gostovanja v oddajah
Moja Slovenija
- 2012: 2. sezona − rdeča ekipa (3. gostja)
- 2013: 4. sezona − modra ekipa (povratnica)

Skriti šef
- 2013: 1. sezona − 2. oddaja (3 zvezdice)

Znan obraz ima svoj glas
- 2015: 2. sezona − 6. oddaja (gostujoča sodnica)
- 2016: 3. sezona − 4. oddaja (joker)

Gostilna išče šefa
- 2015: 4. sezona − gostja

## Zasebno življenje
Od leta 1995 je poročena je s Frenkom Derendo (17. 8. 1962), s katerim ima dva sinova, Matevža (30. 3. 1996) in Gašperja (2. 3. 1998). Starejši sin je nekdanji nogometaš in glasbenik (skupina Soulution, muzikali, ter radijski vodielj), mlajši pa rokometaš v Brežicah. Živijo v vasi Artiče, ki so od Brežic oddaljene slabih 7 km.